# I Shouldn't Be Alive
I Shouldn't Be Alive is een documentaireserie over waargebeurde verhalen, waarbij de hoofdpersonen op wonderbaarlijke wijze aan de dood wisten te ontsnappen. De serie wordt sinds 2005 uitgezonden op Discovery Channel.
In deze serie worden de waargebeurde verhalen verteld door de overlevenden, aan de hand van realistische reconstructies. Zo wordt in de eerste aflevering verteld hoe vijf mensen in een tropische storm aan haaien weten te ontsnappen.

## Trivia
- De documentaireserie wordt ook uitgezonden op de Nederlandse zender SBS6 en de Australische zender Nine Network. Ook op National Geographic Channel wordt deze serie vertoond.